# Ге, Александр Юльевич
Александр Юльевич Ге (настоящая фамилия Голберг; псевдонимы: А. Ю. Г. и просто Г.; 1879, Кёнигсберг — 7 января 1919, близ ст. Товарная, Кисловодск) — чекист, член ВЦИК, журналист.

## Биография
Александр Ге воспитывался и учился в гимназическом отделении Лазаревского института восточных языков в Москве, откуда был исключён из 6-го класса гимназии за пропаганду революционных идей. С 1902 года он проживал в Петербурге и слушал лекции в университете.
В 1905 году Ге примкнул к анархистам-коммунистам и был избран членом Петроградского Совета рабочих депутатов. В этот период он активно пропагандировал основы анархизма на фабриках и заводах. В декабре 1905 года он был арестован и заключён в «Кресты». Летом 1906 года Ге был освобожден как нуждающийся в лечении. Бежал в Швейцарию, в России был заочно приговорён к пяти годам каторжных работ.
Находясь в эмиграции, Ге сотрудничал с различными анархическими печатными органами, а также писал статьи и очерки для газет и журналов Киева. В декабре 1913 — январе 1914 года он стал одним из организаторов 1-й Объединительной конференции русских анархистов-коммунистов в Лондоне. Приблизительно тогда же он был избран в редакцию анархистской газеты «Рабочий Мир».
В годы Первой мировой войны Ге возглавлял в Швейцарии группу анархистов-коммунистов, занимавших резко выраженную антивоенную позицию. Приветствовал Великую Октябрьскую социалистическую революцию 1917 года. Вернувшись в Россию в начале декабря 1917 года (с супругой), Ге сблизился с большевиками и был избран членом ВЦИК Советов 3-го и 4-го созывов. Отстаивал единство революционного фронта с большевиками. Ге являлся автором лозунга «Врозь идти, вместе бить!».
Во ВЦИК Ге выступал против «централизаторской политики» большевиков, выдвигал идею децентрализации государственного управления. Он отвергал условия Брестского мира и тактику революционного террора. 29 апреля 1918 года Александр Юльевич выступал на заседании ВЦИК по докладу Владимира Ленина «Об очередных задачах Советской власти» с критикой позиции большевиков — за что подвергся ответной критике Ленина.
В мае 1918 года Ге возглавил Чрезвычайную комиссию по борьбе с контрреволюцией, спекуляцией и саботажем (ЧК) в Кисловодске. В июле он занял идентичный пост в правительстве Северо-Кавказской советской республики. При наступлении белогвардейских войск Андрея Шкуро в июле 1918 года Ге был одним из руководителей Чрезвычайного штаба по обороне Пятигорского округа.
В начале января 1919 года Александр Ге был ранен; 21 (или 7) января он был схвачен белогвардейцами и ночью вывезен за город, где изрублен шашками «при попытке к бегству» (по распоряжению генерала Петренко).

## Семья
Жена — Ксения Михайловна Ге (1892—1919) — дочь кишинёвского воинского начальника полковника Михаила Сердюкова, следователь Кисловодской ЧК, повешена белогвардейцами. Познакомилась с Александром Ге в 1915 году в Швейцарии.
Дочь (родилась около 1918 года).

## Киновоплощение
- 1967 — «Штрихи к портрету В. И. Ленина», фильм 1-й «Поимённое голосование». В роли Александра Ге — Владимир Кенигсон

## Сочинения
- Бакунин и Маркс. (Личные характеристики), Лозанна, 1916;
- Путь к победе, Лозанна. 1917;
- О расстрелах анархистов, «Анархия», М.. 1918. N 43, с. 3.